# フランク・フェラー
フランク・フェラー（Frank Ferrer、1966年3月25日 - ）は、アメリカ合衆国・ニューヨーク出身のドラマー。元ラヴ・スピット・ラヴ、現ガンズ・アンド・ローゼズ兼ザ・サイケデリック・ファーズのメンバーである。

## 略歴
11歳の時にキッスのコンサートを観たことがきっかけで、ロックに目覚める。
1992年に、リチャード・フォータスが在籍していたラヴ・スピリット・ラヴに参加。その後、2度目の再結成を行ったサイケデリック・ファーズやホンキー・トースト、ザ・ビューティフル、ザ・ザ、Pisser、The Compulsions、Robi "Draco" Rosa、Sarah Clifford,、Gordan Ganoらと活動。また、Ratchetheadの結成メンバーでもある。
2006年夏、ガンズ・アンド・ローゼズに所属していたブライアン・マンティアが個人的な理由でアメリカに戻ったため、ヨーロッパ・ツアーの代役を何度か務め、10月には正式加入、アルバム『チャイニーズ・デモクラシー』のレコーディングでは一部参加している。
| 先代 ブライアン・マンティア | ガンズ・アンド・ローゼズのドラマー 2006 – 現在 | 現職 |